# Njombe
Njombe est un village du Cameroun situé dans le département du Moungo et la Région du Littoral. Il fait partie de la commune de Njombe-Penja.

## Population
Lors du recensement national de 2005, la localité comptait 533 habitants.

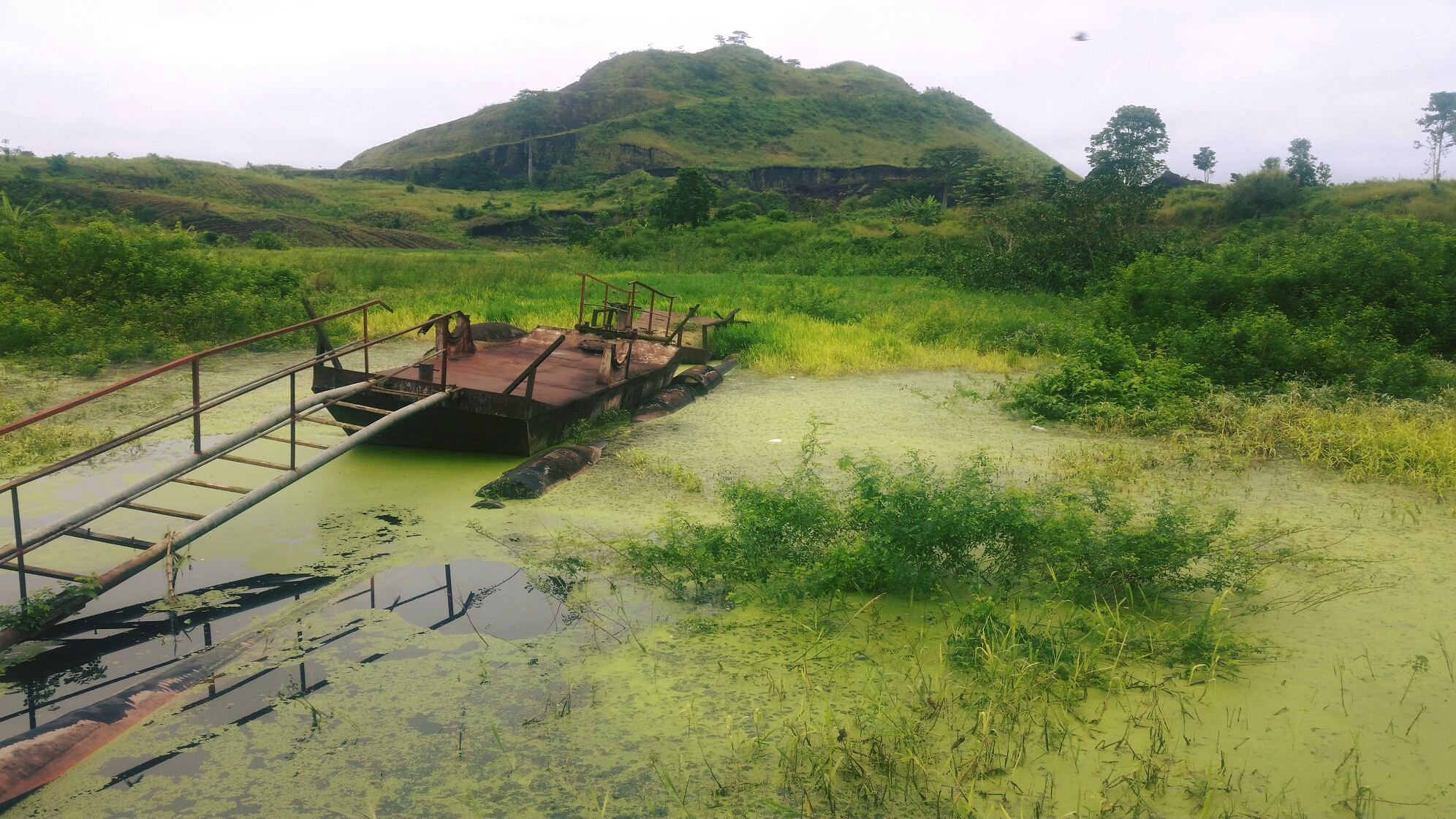
Mont Djoungo de Njombe
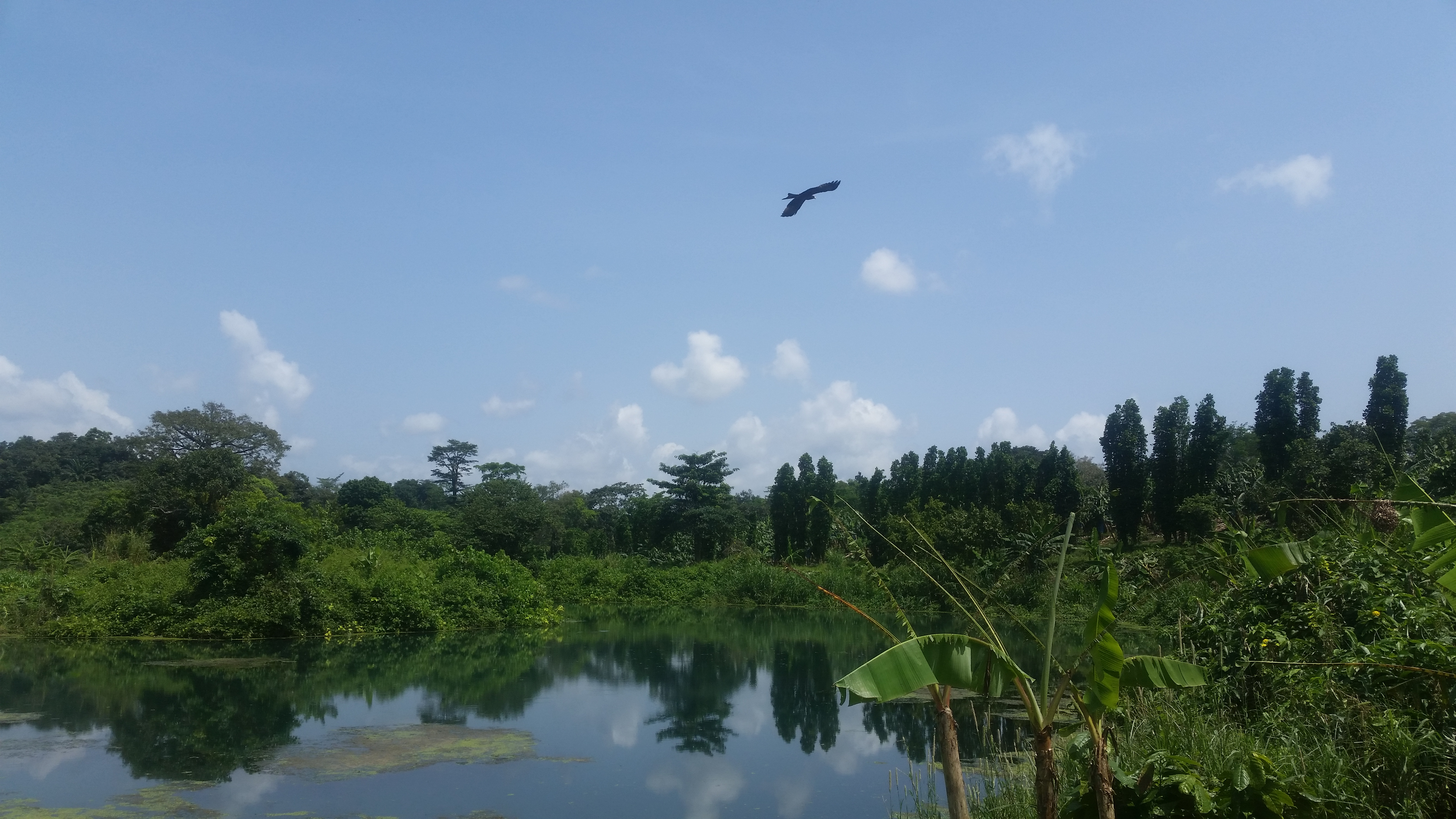
Lac Artificiel Cofruca de Njombe